# Norbert Heger
Norbert Heger (* 10. Oktober 1939 in Zwittau, Sudetenland) ist ein österreichischer Provinzialrömischer Archäologe.
Norbert Heger wurde 1971 an der Universität Salzburg zum Dr. phil. promoviert und arbeitete anschließend als Assistent am dortigen Institut für Alte Geschichte und Altertumskunde. 1978 habilitierte er sich für Alte Geschichte und Provinzialforschung. Später wurde er zum außerordentlichen Professor ernannt. 2005 trat er in den Ruhestand.
Hegers Forschungsschwerpunkt ist die römische Siedlungsgeschichte in Österreich, insbesondere in Salzburg (Iuvavum). Er verfasste zahlreiche Schriften, darunter Monographien, Aufsätze und Katalogbeiträge. Außerdem bearbeitete er im Auftrag der Österreichischen Akademie der Wissenschaften zwei Teilbände des Corpus Signorum Imperii Romani (CSIR), welche die römischen Siedlungen Ivavum, Aguntum (bei Lienz) und Brigantium (Bregenz) umfassten.
Anlässlich seines 75. Geburtstags wurde ihm die Festschrift „Ein kräftiges Halali aus der Römerzeit!“, herausgegeben von Felix Lang, Stefan Traxler, Erwin M. Ruprechtsberger und Wolfgang Wohlmayr, Archaeoplus Bd. 7 (Salzburg 2014) überreicht.

## Schriften (Auswahl)
- Zum Beginn der römischen Besiedlung von Iuvavum (Salzburg). Salzburg 1971 (Dissertation)
- Iuvavum. In: Paulys Realencyclopädie der classischen Altertumswissenschaft (RE). Supplementband XIII, Stuttgart 1973, Sp. 173–184.
- Salzburg in römischer Zeit. Salzburg 1974 (Salzburger Museum Carolino-Augusteum. Jahresschrift 19, 1973)
- Die Skulpturen des Stadtgebietes von Iuvavum. Wien 1975 (CSIR Österreich III,1)
- Die Skulpturen der Stadtgebiete von Aguntum und von Brigantium. Wien 1987 (CSIR Österreich III,4)